# Pedro María Artola

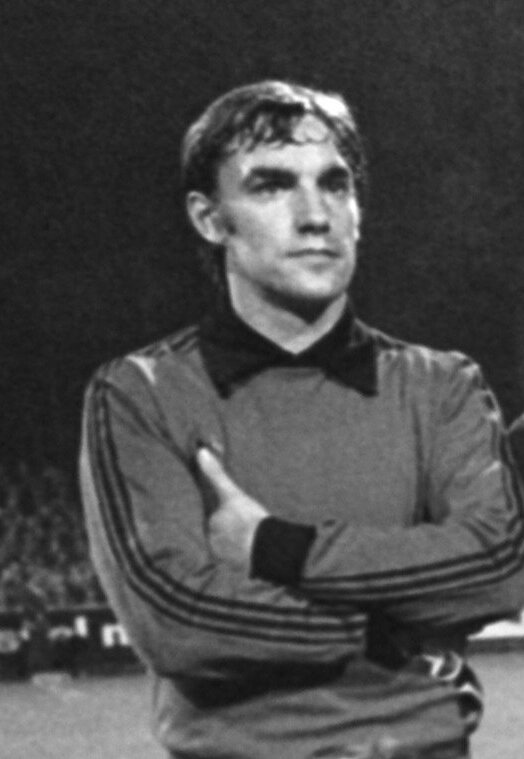
Pedro Artola (1977)

Pedro María Artola Urrutia (Andoain, 6 september 1948) is een voormalig Spaans voetballer. Hij speelde als doelman.

## Clubvoetbal
Artola begon als voetballer bij het Baskische Lengokoak. Na een periode bij San Sebastián CF (1967-1973) kwam de doelman bij Real Sociedad (1973-1975). Artola speelde van 1975 tot 1984 bij FC Barcelona, waarmee hij drie Spaanse bekers (1978, 1981, 1983),  de Copa de la Liga (1983), de Supercopa de España (1983) en tweemaal de Europa Cup II (1978, 1982) won. Hij ontving in het seizoen 1977/1978 de Trofeo Zamora voor minst gepasseerde doelman in de Primera División.

## Nationaal elftal
Artola behoorde in 1980 tot de Spaanse selectie voor het Europees kampioenschap, maar de doelman speelde uiteindelijk nooit een interland.
1 Arconada ·
2 Alexanco ·
3 Migueli ·
4 José Diego ·
5 Uría ·
6 Asensi  ·
7 Dani ·
8 Cardeñosa · 
9 Carrasco ·
10 Quini ·
11 Del Bosque ·
12 Juanito ·
13 Urruti ·
14 Gordillo ·
15 Olmo ·
16 Santillana ·
17 Satrústegui ·
18 Saura ·
19 Cundi ·
20 Tendillo ·
21 Zamora ·
22 Artola ·
Coach: Kubala